# Trumbull
Trumbull, kommun (town) i Fairfield County, Connecticut, USA med cirka 34 243 invånare (2000). Den har enligt United States Census Bureau en area på 60,9 km².